# Blaženka Divjak
Blaženka Divjak (Varaždin, 1. siječnja 1967.) hrvatska je političarka, znanstvenica i redovita profesorica u trajnom zvanju prirodnih znanosti, polje matematike na Sveučilištu u Zagrebu  i Fakultetu organizacije i informatike. Bila je ministrica znanosti i obrazovanja (2017. – 2020.) u četrnaestoj Vladi Republike Hrvatske.

## Životopis
Blaženka Divjak je rođena 1967. u Varaždinu. Bila je ministrica znanosti i obrazovanja u Vladi Republike Hrvatske (lipanj 2017. – srpanj 2020.). Nije članica političke stranke, a u koalicijskoj Vladi je bila u kvoti Hrvatske narodne stranke. 
Kao ministrica vodila je četiri reformska procesa u području znanosti i obrazovanja: kurikularnu reformu općega obrazovanja, reformu strukovnoga obrazovanja, relevantno visoko obrazovanje i izvrsnost u znanosti i obrazovanju. U njezinom mandatu uvedena je kurikularna reforma u sve škole 2019., temeljem izmjena kurikuluma u siječnju i veljači 2019. Od 2018. u sve 5. i 6. razrede osnovnih škola uvedena je obavezna Informatika, a od 2020. i izborna Informatika od 1. do 4. razreda osnovnih škola.
Hrvatska je tijekom njezinog mandata postala pridružena članica CERN-a i Europske svemirske agencije (ESA).
U vrijeme predsjedanja Republike Hrvatske Vijećem Europske unije (siječanj 2020. – lipanj 2020.) predsjedala je Vijećem ministara zaduženih za obrazovanje i istraživanje. 
U razdoblju od 2010. do 2014. bila je prorektorica za studente i studije Sveučilišta u Zagrebu. 
Na parlamentarnim izborima 2020. kao nezavidna kandidatkinja u III. izbornoj jedinici na listi Hrvatske narodne stranke, osvaja 644 preferencijalna glasa.
Objavila je više od 150 znanstvenih radova u području matematike (posebno diferencijalne geometrije), e-učenja, analitike učenja, dizajna učenja, strateškog planiranja, projektnog menadžmenta itd.
Vodila je i sudjelovala kao znanstvenica u preko 30 znanstvenih i razvojnih projekata.

## Vanjske poveznice
- Profil, Fakultet organizacije i informatike u Varaždinu
- Profil, CroRIS